# Margaret Wycherly
Margaret De Wolfe Wycherly (født 26. oktober 1881, død 6. juni 1956) var en engelsk teater- og filmskuespiller.
Wycherly var primært aktiv som sceneskuespiller. Hun medvirkede i de fleste Broadway-opsætninger mellem 1905-1947. Hun gjorde også nogle tredive filmroller, bedst kendt som mor til hovedpersonerne i Sergent York (1941), og Red Hot (1949). Ved Oscaruddelingen i 1942 blev hun nomineret til en Oscar for bedste kvindelige birolle for sin rolle i Sergent York. Hun var gift med manuskriptforfatteren og producenten Bayard Veiller.